# هنري كاري

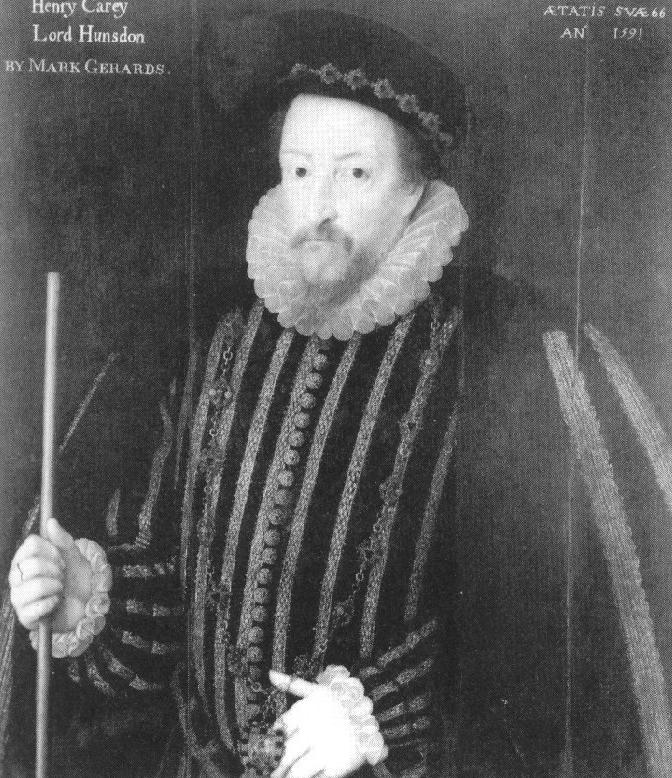
هنري كاري بارون هونسدون

 هنري كاري  (4 مارس 1526 - 23 يوليو 1596) بارون هونسدون، نبيل إنجليزي، وهو ابن ماري بولين عشيقة الملك هنري الثامن ملك إنجلترا وشقيقة زوجته الثانية آن بولين.
يختلف المؤرخون فيما إذا كان ابنًا غير شرعي لهنري الثامن، أم للسير ويليام كاري زوج ماري بولين، الذي مات فجأة نتيجة إصابته بمرض التعرق في 23 يونيو 1528. عاش هاري وشقيقته الكبرى كاثرين في كنف خالته آن، بعد الهروب السري لوالدته مع الجندي ويليام ستافورد.
وفرت آن لابن أختها تعليم عالي الجودة في دير سسترسيان المرموقة، ودرس أيضا لفترة في فرنسا على يد الشاعر نيكولاس بوربون، الذي أنقذت آن بولين حياته من محاكم التفتيش الفرنسية.
عند إعدام خالته في مايو 1536، كان عمره عشر سنوات فقط، وتوفيت والدته بعد سبع سنوات في عام 1543، فعاد إلى عائلته. وفي 21 مايو 1545، تزوج من آن مورغان ابنة السير توماس مورغان.
دخل هنري عالم السياسة في سن الحادية والعشرين، وأصبح عضوًا في البرلمان عن باكنجهام لمدتين 1547-1550، 1554-1555. وفي 13 يناير 1559، جعلت منه ابنة خالته الملكة إليزابيث الأولى بارونًا لهونسدون، وفي عام 1564، أصبح حارسًا شخصيًا للملكة، لأربع سنوات. وفي 25 أغسطس 1568، أصبح هنري حاكمًا لبيرويك أبون تويد، نورثمبرلاند. وفي عام 1569، بدأ تمرد كاثوليكي في الشمال بدعم من البابا بيوس الخامس، فتم تعيين هنري قائدًا للقوات الموالية للملكة، وسحق التمرد.
وفي 23 أكتوبر 1571، مثّل هنري الملكة في التوقيع على معاهدة مع ولي عهد اسكتلندا. وفي عام 1577، أصبح هنري مستشار خاص للملكة، وفي 16 يناير 1581، عين هنري قائدًا للقوات المسؤولة عن سلامة الحدود الإنجليزية.
توفي هنري كاري في 23 يوليو 1596، ودفن في 12 أغسطس 1596 في دير وستمنستر. مات هنري وله اثنا عشر طفلاً، وعدد من الأطفال غير الشرعيين.

## وصلات خارجية
- A detailed history of the Northern Rebellion
- A pedigree of him; not necessarily reliable